# アンドロゲン依存性症状
アンドロゲン依存性症状（Androgen-dependent condition, disease, disorder, or syndrome）は、体内のアンドロゲン活性の存在に一部または全部が依存している、あるいは過敏である医学的状態を指す。
アンドロゲン依存性症状には、にきび、脂漏症、男性型脱毛症、多毛症、汗腺炎、男児の思春期早発症、性欲亢進症、性的倒錯、前立腺肥大症（BPH）、前立腺癌、女性の多嚢胞性卵巣症候群（PCOS）などの高アンドロゲン症などが知られている。
このような症状は、抗アンドロゲン作用を有する薬剤で治療する事が出来る。例えば、酢酸シプロテロン、スピロノラクトン、ビカルタミドなどのアンドロゲン受容体拮抗薬、フィナステリド、デュタステリドなどの5α-還元酵素阻害薬、酢酸アビラテロンなどのCYP17A1阻害剤、リュープロレリンやセトロレリクスなどの性腺刺激ホルモン放出ホルモン（GnRH）アナログ、酢酸メゲストロールや酢酸メドロキシプロゲステロンなどの抗ゴナドトロピン薬などがある。

## 関連書籍
- Shukla, G. C.; Plaga, A. R.; Shankar, E.; Gupta, S. (2016). “Androgen receptor-related diseases: what do we know?”. Andrology 4:  366–381. doi:10.1111/andr.12167. ISSN 2047-2919.